# The Blues Brothers (jogo eletrônico)
The Blues Brothers é um jogo de videogame baseado na banda homônima, onde o objetivo é fugir da polícia, a fim de chegar para um concerto de blues. O jogo foi lançado para IBM PC, Amstrad CPC, Amiga, Commodore 64 e Atari ST em 1991, para NES em 1992 e para Game Boy, em 1994. Foi criado pela Tito Software e na jogabilidade lembra Chip 'n Dale Rescue Rangers (1990). A sequência, Blues Brothers: Jukebox Adventure foi lançada para IBM PC e SNES em 1993 e para Game Boy, em 1994. O jogo recebeu diversas críticas dos fãs do filme.

## Jogabilidade
Os personagens têm a habilidade de pegar objetos (geralmente caixas) e tem que colocá-los para ficar com eles, ou jogá-los nos inimigos. Cada nível é uma variação sobre o tema, com os personagens encontram um atributo necessário (por exemplo uma guitarra) em algum lugar no nível. O sexto e último nível termina no palco.
O jogo pode ser jogado por dois jogadores simultaneamente, mas a tela de rolagem, enfoca apenas a um deles.